# Oreolalax major
Espèce
Synonymes
- Scutiger major Liu & Hu, 1960

Statut de conservation UICN

 LC  : Préoccupation mineure
Oreolalax major est une espèce d'amphibiens de la famille des Megophryidae.

## Répartition
Cette espèce est endémique de la république populaire de Chine. Elle se rencontre entre 1 200 et 2 150 m d'altitude dans les provinces du Sichuan et du Yunnan. 

## Publication originale
- Liu & Hu, 1960 : New Scutigers from China with a discussion about the genus. Scientia Sinica, Beijing, vol. 9, p. 760-779.